# 新港駅 (嘉義県)
新港駅（しんこうえき）は台湾嘉義県新港郷にあった台湾糖業鉄道北港線及び新港線の駅（廃駅）である。廃止後に新港鉄道公園（しんこうてつどうこうえん）となった。本項ではこの公園についても解説する。

## 利用状況
- 嘉義線と新港線の接続駅であった。
- 既に廃止されているが、公園となった。

## 公園概要
駅の廃止後は管理する人も居なくて長らく放置されて荒廃していた。駅舎は既に壊れて撤去されていた。地元の有志と社団のボランティア達の協力によって駅の跡が鉄道公園として生まれ変わった。軌道の一部及びホームなどが保存されており、展示する為に台湾糖業股份有限公司によってディーゼル機関車や貨車、客車などの鉄道車両が運び込まれた。400m程の細長い公園内には樹木が生い茂っており、新港郷の名所となっている。

## 駅（公園）周辺
- 新港奉天宮
- 新港国民小学
- 蓮花池

## 歴史
- 1911年8月30日 - 東洋製糖（後に大日本製糖と合併）嘉義～北港の開通に伴う新港駅開業。[2]
- 1914年5月17日 - 新高製糖大莆林～奉天宮前（ほうてんきゅうまえ）開業。両駅は0.3マイルの連絡線と結ぶ。
- 1920年 - 地名改称の伴に新港駅を新巷に、奉天宮前を新高新港（にたかしんこう）に改称。
- 1945年 - 第二次世界大戦の終結に伴い大日本と新高製糖は資産の全てを没収され、台湾糖業に接収された。
- 年月日不明 - 元新高新港駅は元新巷駅に統合。
- 1948年  - 新港駅に戻る。（9月25日改正の時刻表より）
- 1982年8月17日 - 午後4時45分 最終列車が出発し、旅客輸送が終了した。
- 2000年 - 新港文教基金会が発起となり整理を始めた。[3]
- 2001年9月9日 - 午前9時9分 新港鉄道公園が落成した。

## 隣の駅
台湾糖業鉄道
北港線（嘉義線・廃止）
板頭厝駅 - 新港駅 - 菜公厝駅
新港線（廃止）
新港駅 - 新高新港駅